# Kera Tamara
Kera Tamara, ibland kallad Maria, död 1389, var en bulgarisk prinsessa, gift med den osmanska sultanen Murad I.

## Biografi
Kera Tamara var dotter till tsar Ivan Alexander av Bulgarien och Sara-Theodora och syster till tsar Ivan Sjisjman av Bulgarien. 
Kera Tamara gifte sig först med en inte närmare identifierad man vid namn Konstantin. Hon var sedan änka och levde vid sin brors hov år 1371, när den osmanske sultanen begärde att få henne som en av sina hustrur för att säkra fred mellan de båda rikena. Hennes bror lyckades skjuta upp saken i sju år, men 1378 tvingades de slutligen gå med på vad som beskrivs som ett offer som Kera Tamara gjorde för sitt land.
Efter sitt giftermål levde hon resten av sitt liv i det kejserliga osmanska haremet. Hon konverterade inte till islam, behöll sitt eget namn och sägs ha beskyddat kristna i det osmanska riket. 

## Bildgalleri

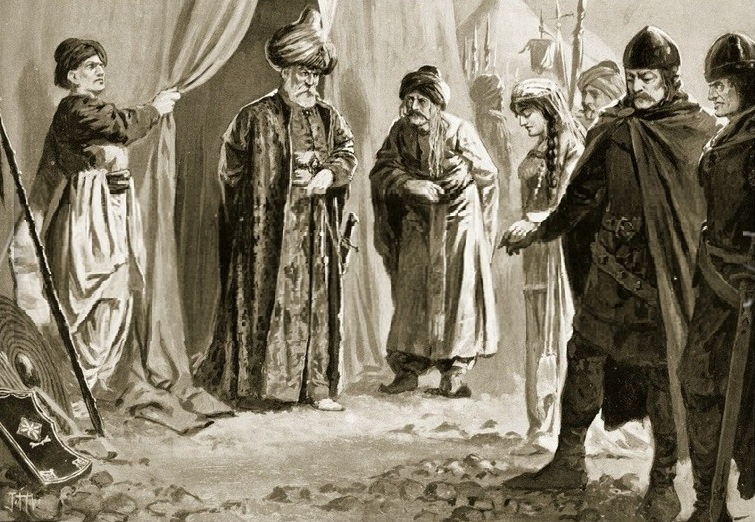
Bröllopet